# Floronia jiuhuensis
Floronia jiuhuensis är en spindelart som beskrevs av Li och Zhu 1987. Floronia jiuhuensis ingår i släktet Floronia och familjen täckvävarspindlar. Inga underarter finns listade i Catalogue of Life.